# Stroniatyn
Stroniatyn – wieś na Ukrainie w rejonie lwowskim (wcześniej w rejonie żółkiewskim) należącym do obwodu lwowskiego.
W Stroniatynie urodzili się Wasyl Bławacki, Kazimierz Papara.